# Géry Watine

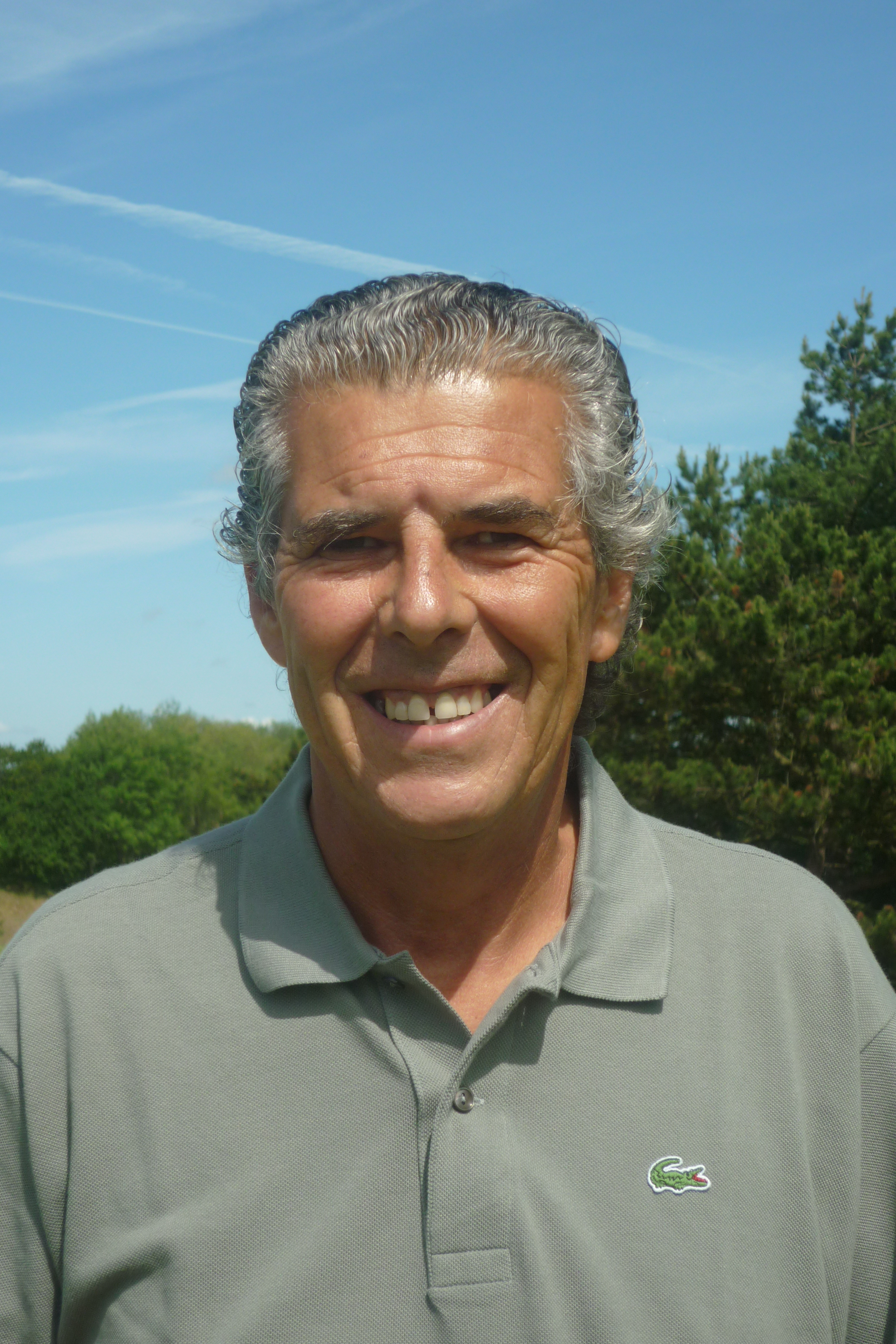
Op het Dutch Senior Open 2010.

Géry Watine (Rabat, 8 augustus 1953) is een golfprofessional.
Watine is in Marokko geboren, en verhuisde naar Frankrijk toen hij achttien jaar was. Hij heeft de Franse nationaliteit. 

## Professional
Watine werd in 1975 professional en was de beste speler van zijn land in 1981, 1982 en 1988. Hij was de coach van het Marokkaanse team van 1993 - 1996 en daarna van het Franse team van 1997 - 2001. 
Hij was o.a. de coach van het damesteam dat de finale haalde van het Europees Landen Team Kampioenschap in 1991 en de World Cup won in 2000.
Sinds 2003 speelt Watine op de Senior Tour, hij zit in de Commissie Senioren van de Europese PGA Tour. 

### Gewonnen
Watine was al bijna 40 jaar toen hij voordat hij een internationaal toernooi won, toch genoot hij lang daarvoor al grote bekendheid, omdat hij regelmatig met teamwedstrijden zijn land in het buitenland vertegenwoordigde.

#### Nationaal
Naast achtmaal het Nationaal Open van Frankrijk heeft hij ook gewonnen:
- 1980: Timex Open
- 1981: Timex Open, Cannes Open, U-bix Open, Biarritz Open
- 1982: Timex Open, PGA Kampioenschap
- 1984: Ebel Match Play
- 1985: Ebel Match Play
- 1987: Biarritz Open
- 1988: Biarritz Open, PGA Kampioenschap
- 1989: Biarritz Open, Mercedes Tournament
- 1992: Mercedes Tournament

#### Challenge Tour
- 1992: Pro 2000 - Challenge Chargeurs
- 1992: Bulles Laurent Perrier, een toernooi dat op vijf banen in Biarritz werd gespeeld.

#### Senior Tour
- 2005: Nokia 9300 Italiaans Senior Open na play-off tegen Eamonn Darcy.

### Teams
- Alfred Dunhill Cup: 1985, 1987, 1989
- World Cup: 1982, 1983, 1984
- Hennessy Cognac Cup: 1984
- Europcar Cup: 1988

## Baanrecord
In 1991 maakte Watine een ronde van 65 op Le Golf National.

## Golfbaanarchitect
Samen met Thierry Sprecher ontwerpt Watine golfbanen. 
- 15 banen in Frankrijk in o.a. Avignon, Lyon Verger, Valence-St Didier en Vichy-Monpensier,
- Royal Golf de Marrakech in Marokko, 9 holes